# キロサ
キロサは、タンザニア東部のモロゴロ州に属する町の1つである。

## 地理・交通

タンザニアの鉄道路線の概略図。インド洋岸のDar es Salaamからタンザニアの首都であるDodomaへ向かう途中で、南へ路線が分岐している地点が、キロサの位置である。

### 鉄道
キロサには、ここがドイツ領東アフリカであった時代の1909年に鉄道が到達した。その後、さらに鉄道は延伸されていった。今でも鉄道路線の中央線が通っており、キロサ駅は中央線における主要駅の1つに数えられている。と言うのも、このキロサからは南へと支線が分岐している。この支線はミクミ国立公園の方向へと伸びており、ミクミ線と呼ばれている。ミクミ線は中央線と同様に、軌間が1 mちょうどのメーターゲージで建設された。1958年から1963年にかけて延伸工事が行われ、キロサからキダトゥまでが接続された。

## 規模
キロサの2002年時点での人口は、26,060人であった。

## 歴史
1909年には鉄道が到達していたなど、当時から交通の要衝であったキロサは、第1次世界大戦において、ここはキロサの戦いの戦場であった。